# D3: The Mighty Ducks
D3: The Mighty Ducks é um filme estadunidense de 1996, dirigido por Robert Lieberman. Terceiro e último filme da série The Mighty Ducks, produzido pela Walt Disney Pictures e distribuído pela Buena Vista Pictures Distribution. Os Três filmes foram estrelados por Emilio Estevez.